# Joshua Hill
Joshua Hill (Abbeville, 1812. január 10. – Madison, 1891. március 6.) az Amerikai Egyesült Államok szenátora (Georgia, 1868–1873).